# Llwybr Llaethog
Llwybr Llaethog (валл. «Чумацький Шлях», хоча Чумацький Шлях має кілька назв у валлійському фольклорі) — експериментальний валлійський гурт, який поєднує у своїй музиці такі різноманітні музичні жанри, як реп, даб, реггі, хіп-хоп і панк.

## Історія
Дует заснований у Лондоні в 1985 році Джоном Гріффітсом і Кевсом Фордом. Ці двоє підлітків провели 1970-ті роки, зростаючи в занепадаючому індустріальному районі Блайнай-Фестініоґ. Вони перебували під сильним впливом реггі та панк-сцени, що охопили Великобританію. Після кількох років гастролей по північній Європі з панк-ска-гуртом The Managing Directors настав переломний момент у 1984 році, коли Джон Гріффітс перебував у відпустці в Нью-Йорку і його вразила група молодих людей, які танцювали брейкданс, і звучання ді-джея Red Alert.
Після повернення до Уельсу Гріффітс зосередився на ідеї поєднати хіп-хоп і ліву політику з валлійською мовою. Дебютним релізом Llwybr Llaethog став мініальбом на валлійському звукозаписному лейблі Anhrefn Records у 1986 році під назвою Dull Di Drais, який поєднував ліві політичні меседжі Llwybr Llaethog з тим, що стане фірмовим звучанням гурту: скретч на вертушці, аудіо семпли, хіп-хоп та вирізане і вставлене виробництво. Гурт також активно просував ді-джей англійського радіо Джон Піл.

## Дискографія

### Сингли
- Dull Di-Drais 7" – Anhrefn Records (1986)
- Tour De France 7" – Anhrefn Records (1987)
- Pam? 12" – Pinpoint Records (1988)
- Ni Fydd Y Chwyldro… 7" – Ankst (1992)
- Soccer MC 12" – Ankst (1996)
- Mera Desh 7" – Ankst (1997)
- Llanrwst (версія пісні Y Cyrff «Cymru, Lloegr a Llanrwst») – Fitamin Un (2001)

### Альбоми
- Da! – Side Effects (1988)
- Be? – Pinpoint Records (1990)
- LL.LL v T.G. MC DRE – Ankst (1991)
- Mewn Dyb (In Dub) – ROIR (1991)
- Mad – Ankst (1996)
- Drilacila-(Croeso'99) – Ankst (1999)
- Hip Dub Reggae Hop – Ankst (2000)
- Stwff – Neud Nid Deud (2001)
- Anomie-Ville – Crai (2002)
- Mega Tidy – Rasal (2005)
- Chwaneg – Neud Nid Deud (2009)
- Curiad Cariad – Neud Nid Deud (2011)
- Dub Cymraeg – Neud Nid Deud (2013)
- I'r Dim – Neud Nid Deud (2014)